# Liste von Rebsorten/A
Legende, Erläuterungen und Quellen: Siehe Hauptartikel!
Hinweise zu Änderungen bzw. Ergänzungen siehe Diskussion.
| Rebsorte - wichtige Synonyme | VIVC | Bild | Verw.       | H.  | Spe.   | Abstammung                                           | Zü.J. | ha 2016 | Anbauländer |
| --- | ---- | ---- | ----------- | --- | ------ | ---------------------------------------------------- | ----- | ------- | --- |
| Abbuoto - Aboto, Cecubo |      |      | RWT, TT     | ITA | V.Vi.  | Piedirosso × Casaveccia                              |       | 18      | Italien, Marokko |
| Abouriou - Beaujolais, Early Burgunder, Early Burgundy, Gamay Beaujolais, Gamay De Beaujolais, Gamay du Rhone, Gamay Saint Laurent, Gamay St. Laurent |      |      | RWT         | FRA | V.Vi.  |                                                      |       | 310     | Frankreich |
| Abrusco - Colorino |      |      | RWT         | ITA | V.Vi.  |                                                      |       | 215     | Italien |
| Acolon |      |      | RWT         | DEU | V.Vi.  | Blaufränkisch × Dornfelder                           | 1971  | 477     | Deutschland, Ungarn, Vereinigtes Königreich |
| Adakarasi - Adakarassy, Avsa Adasi, Erdek, Noir Des Iles |      |      | RWT         | TUR | V.Vi.  |                                                      |       | 89      | Türkei |
| Admirable de Courtiller - Admirabl de Kurtile, Admirable, Augerie, Beau Blanc, Beau Blanc Courtiller, Blanc de Courtillier, Bourtiller Csodalatos, Budaoersi, Chasselas de Courtiller |      |      | WWT, TT     | FRA | V.Vi.  | Bicane × Chasselas                                   |       | 27      | Frankreich |
| Afus Ali (=Regina) - Actoni, Actoni Maceron, Actoni Real, Aelibar Drenak, Aetoni Maceron, Afouz Ali, Afouz Aly, ko Belo |      |      | WWT, TT     | LBN | V.Vi.  |                                                      |       | 211     | Spanien, Frankreich, Italien, Türkei, Griechenland |
| Agiorgitiko |      |      | RWT         | GRC | V.Vi.  |                                                      |       | 2.905   | Griechenland |
| Aglianico - Aglianico del Vulture, Aglianco, Glianico, Glianica, Ellenico, Ellenica |      |      | RWT         | ITA | V.Vi.  |                                                      |       | 9.734   | Italien, Argentinien |
| Aglianicone |      |      | RWT         | ITA | V.Vi.  |                                                      |       | 30      | Italien |
| Agni |      |      | RWT         | CZE | V.Vi.  | Andre × Irsai Oliver                                 |       |         | Tschechien |
| Agostenga Agostana, Agostenga Bianca, Agostenga Blanc, Agostina |      |      | WWT, TT     | ITA | V.Vi.  |                                                      |       |         | Italien |
| Agronomica |      |      | RWT         | PRT | V.Vi.  |                                                      |       | 299     | Portugal |
| Agua Santa |      |      | RWT         | PRT | V.Vi.  | Camarate Tinto × Castelao                            | 1948  | 76      | Portugal |
| Aidani Aspro - Aidani, Aedano, Aidano |      |      | WWT         | GRC | V. Vi. |                                                      |       |         | Griechenland |
| Airén - Aiden, Blanc du Zerhoun, Blancon, Burra Blanca, Airen, Forcallat Blanca, Burra Blanca |      |      | WWT, TT     | ESP | V.Vi.  |                                                      |       | 203.801 | Spanien |
| Aladastouri - Aladasturi |      |      | RWT, TT     | GEO | V.Vi.  |                                                      |       | 59      | Georgien |
| Alarije - Aceria, Alarije Dorada, Alarije Dorado, Subirat Parent, Rojal, Malvasia riojana |      |      | WWT         | ESP | V.Vi.  | Heben × Planta Nova                                  |       | 4.407   | Spanien |
| Alb Aromat - Malfar |      |      | WWT         |     | V.Vi.  | Gelber Muskateller × Maria Pirovano                  |       | 24      | Rumänien |
| Alb de Yaloven - Alb de Ialoveni |      |      | WWT         | MDA | I. C.  | Riesling Weiss × Dattier de St. Vallier              | 1971  |         | Moldawien |
| Alb românesc - Alb de Akerman |      |      | WWT         | ROU | V.Vi.  |                                                      |       |         | Rumänien |
| Albalonga |      |      | WWT         | DEU | V.Vi.  | Rieslaner × Müller-Thurgau                           | 1951  | 12      | Deutschland |
| Albana - Albana A Grappo Longo, Albana A Grappolo Fitto |      |      | WWT         | ITA | V.Vi.  |                                                      |       | 782     | Frankreich, Italien |
| Albanello - Alablanca, Albanella, Albanello Bianco |      |      | WWT         | ITA | V.Vi.  |                                                      |       | 2       | Italien |
| Albaranzeuli Bianco - Albaranzèllu, Alvarenzeli, |      |      | WWT         | ITA | V.Vi.  | Giro Nero × Molinera                                 |       | 2       | Italien |
| Albaranzeuli Nero |      |      | WWT         | ITA | V.Vi.  |                                                      |       | 28      | Italien |
| Albarin Blanco |      |      | WWT         | ESP | V.Vi.  |                                                      |       | 48      | Spanien |
| Albarola - Erbarola, Calcatella Oder Bianchette, Bianchetta Genovese |      |      | WWT, TT     | ITA | V.Vi.  |                                                      |       | 95      | Italien |
| Albarossa |      |      | RWT         | ITA | V.Vi.  | Chatus × Barbera Nera                                | 1938  | 70      | Italien |
| Albillo Mayor - Abillo, Albilla, Aris, Blanca del Pais, Monastrell Blanco, Morrastell Blanco, Pardina, Picadillo, Tarrantes, Terrantes, Torontel, Torrantes |      |      | WWT, TT     | ESP | V.Vi.  |                                                      |       | 1.152   | Spanien, Peru, Chile |
| Albillo Real - Abuela, Acerba, Acerva, Albarin Blanco, Albil Pardo, Albilio Kasteliano, Albilla, Albillo |      |      | WWT, TT     | ESP | V.Vi.  |                                                      |       | 601     | Spanien |
| Alcañón - Alcanon Blanco, Alcanou, Alfonsarro, Blanco Castellano, Bobal Blanca, Castellano Blanco, Greque, Pansera, Panses |      |      | WWT         | ESP | V.Vi.  |                                                      |       | 27      | Spanien |
| Aleatico |      |      | RWT, TT     | ITA | V.Vi.  |                                                      |       | 165     | Frankreich, Italien |
| Aledo |      |      | WWT, TT     | ESP | V.Vi.  |                                                      |       | 2       | Spanien |
| Aletta - E. Cs. 18, ECS.18 Egri Csillagok 18 |      |      | WWT         | HUN | I. C.  | Muscat Ottonel × Eger 2                              | 1975  | 1.676   | Ungarn |
| Alexandroouli |      |      | RWT         | GEO | V.Vi.  |                                                      |       | 281     | Georgien |
| Alfrocheiro - Albarin Franzen, Albarin Negrin, Albarin Negro, Albarin Tinto, Albarinon, Alfrocheiro Preto, Alfrucheiro, Alfurcheiro, Alphorcheira Preto, Baboso Negro, Bastardo Negro, Brunal, Caino Gordo, Negrona, Tinta Bastardinha, Tinta Francesa de Viseu, Tinta Francisca de Viseu, Tinto Serodo. |      |      | RWT         | PRT | V.Vi.  | vermutlich Cayetana Blanca × Hebén                   |       | 1.216   | Spanien, Brasilien, Portugal |
| Alicante Henri Bouschet - Alicant de Pays, Alicante, Alicante Bouchet, Alicante Bouschet, Alicante Bouschet 2, Alicante Bouschet Crni, Alicante Extra Fertile, Alicante Femminello, Alicante H. Boushet, Alicante Nero, Alicante Noir, Alicantina                                                        |      |      | RWT         | FRA | V.Vi.  | Bouschet Petit × Grenache                            | 1855  | 36.031  | Anbauländer Spanien, Chile, Ungarn, Rumänien, Frankreich, Brasilien, Portugal, Algerien, Marokko, Tunesien, Italien, Türkei, USA, Argentinien, Griechenland, Uruguay, Südafrika, Burma |
| Aligoté - Aligotay, Alligotay, Alligoté |      |      | WWT         | FRA | V.Vi.  | Heunisch Weiss × Pinot                               |       | 26.929  | Anbauländer Ungarn, Moldawien, Ukraine, Rumänien, Frankreich, Russische Föderation, Kasachstan, Georgien, Schweiz, Brasilien                                                           |
| Alionza - Aglionza, Aleonza |      |      | WWT, TT     | ITA | V.Vi.  |                                                      |       | 9       | Italien |
| Almafre |      |      | WWT         | PRT | V.Vi.  |                                                      |       | 0       | Portugal |
| Alminhaca - Almenhaca |      |      | WWT, TT     | PRT | V.Vi.  |                                                      |       | 1       | Portugal |
| Alphonse Lavallée - Afrikai Szoeloe, Alfons, Alfons Lavale, Alfons Lavalle, Alfons Lavare, Alfonse Lavallee, Alfonso Lavallee, Almeria Negra |      |      | RWT, TT, RT | FRA | V.Vi.  | Dodrelyabi × Muscat Hamburg                          |       | 634     | Spanien, Peru, Frankreich |
| Altesse |      |      | WWT         | FRA | V.Vi.  |                                                      |       | 227     | Frankreich |
| Alutus |      |      | RWT         | ROU | V.Vi.  | Babeasca Neagra × Saperavi                           |       | 2       | Rumänien |
| Alvar Branco - Alvar |      |      | WWT         | PRT | V.Vi.  |                                                      |       |         | Portugal |
| Alvar Roxo |      |      | WWT         | PRT | V.Vi.  |                                                      |       | 2       | Portugal |
| Alvarelhão - Albarello |      |      | RWT         | PRT | V.Vi.  |                                                      |       | 2910    | Spanien, Portugal |
| Alvarelhao Ceitao |      |      | WWT         |     | V.Vi.  |                                                      |       |         | Portugal |
| Alvarinho - Albariño, Alvarinha, Azal Blanco, Cainho Branco, Galego, Albarino, Albarino Blanco |      |      | WWT         | PRT | V.Vi.  |                                                      |       | 5545    | Spanien, Chile, Brasilien, Portugal, USA, Argentinien |
| Amaral - Amaral Preto, Azal, Azal Preto, Azal Tinto, Azar, Cachon, Cainho Bravo, Cainho Miudo, Caino, Caino Bravo, Caino Tinto, Cainzinh’, Sousao, Sousao Galego |      |      | RWT         | PRT | V.Vi.  |                                                      |       | 93      | Portugal |
| Amigne - Amigne Blanche |      |      | WWT         | CHE | V.Vi.  |                                                      |       | 42      | Schweiz |
| Amur |      |      | RWT         | MDA | I. C.  | Nimrang × Pamyati Michurina × Dattier de St. Vallier | 1961  | 146     | Russische Föderation |
| Amurg |      |      | RWT         | ROU | V.Vi.  | Muscat de Hamburg × Cabernet Sauvignon               |       | 3       | Rumänien |
| Ancellotta - Ancelota |      |      | RWT         | ITA | V.Vi.  |                                                      |       | 2739    | Schweiz, Brasilien, Italien, Argentinien, Kroatien |
| Andre - Andrea, Semenac A 16-76 |      |      | RWT         | CZE | V.Vi.  | Blaufränkisch × Saint Laurent                        | 1960  | 5       | Deutschland, Tschechien, Slowakei |
| Ansonica - Amsonica, Ansolia, Ansolica, Ansoliku, Inzolia |      |      | WWT, TT     | ITA | V.Vi.  |                                                      |       | 6132    | Italien |
| Antão Vaz |      |      | WWT         | PRT | V.Vi.  | Pardina × Joao Domingos                              |       | 1768    | Portugal |
| Araignan Blanc - Oeillade Blanche, Aragnan, Aragnan Blanc, Araignan, Araignan Blanc, Bigasse, Gallet, Gallet Blanc, Grosse Clairette, Milhaud Blanc, Papadoux, Picardan, Picardan Blanc, Piquardan, Piquardant                                                                                           |      |      | WWT         | FRA | V.Vi.  |                                                      |       | k. A.   | Frankreich |
| Aramon Blanc - Aramon Panaché, Brom. Ochsenauge Weiss |      |      | WWT         | FRA | V.Vi.  | Mutation aus Aramon                                  |       | 15      | Frankreich |
| Aramon Gris - Szürke Aramon |      |      | WWT         | FRA | V.Vi.  | Mutation aus Aramon                                  |       | 39      | Frankreich |
| Aramon Teinturier Bouschet - Petit Bouschet, Amor-Nao-Me-Deixes, Aramon |      |      | RWT         | FRA | V.Vi.  |                                                      |       | 15      | Portugal |
| Aramon Noir - Amor-Nao-Me-Deixes, Aramon |      |      | RWT, TT     | FRA | V.Vi.  | Heunisch Weiss × Ouliven                             |       | 2561    | Frankreich, Portugal |
| Aranel - Inra 1816-106 |      |      | WWT         | FRA | V.Vi.  | Garnacha Roja × Saint Pierre Dore                    | 1961  | 5       | Frankreich |
| Arbane - Albane, Arbane Blanc |      |      | WWT         | FRA | V.Vi.  |                                                      |       | 1       | Frankreich |
| Arbois Blanc - Arbois, Blanc Verdet, Herbois, Menu Pineau, Menu Pineau de Vouvray, Orboe, Orbois, Orboue, Petit Pineau, Pinot Verdet, Verdet |      |      | WWT         | FRA | V.Vi.  |                                                      |       | 205     | Frankreich |
| Arcas |      |      | RWT         | ROU | V.Vi.  | Cabernet Sauvignon × Babeasca Neagra                 |       | 1       | Rumänien |
| Ardeleanca - Ardai, Bakator Alb, Bakator Belii, Bakator Feher |      |      | WWT         | ROU | V.Vi.  |                                                      |       | 105     | Rumänien |
| Argaman |      |      | RWT         | ISR | V.Vi.  | Vinhao × Carignan noir                               | 1972  | 275     | Israel |
| Argant - Gänsfüsser, Argan, Blauer Gansfüsser, Bockshorn |      |      | RWT, TT     | ESP | V.Vi.  |                                                      |       | 0,04    | Frankreich |
| Ariana |      |      | RWT         | CZE | V.Vi.  | (Riesling Weiss × Saint Laurent) × Zweigeltrebe Blau |       |         | Tschechien |
| Arinarnoa |      |      | RWT         | FRA | V.Vi.  | Tannat × Cabernet Sauvignon                          | 1956  | 486     | Frankreich, Brasilien, Argentinien, Uruguay |
| Arinto - Arintho, Arintho du Dão, Arinto, Arinto Cachudo, Arinto Cercial, Arinto dAnadia, Arinto do Douro, Arinto Galego |      |      | WWT         | PRT | V.Vi.  |                                                      |       | 5409    | Portugal |
| Arinto Roxo |      |      | WWT         |     | V.Vi.  |                                                      |       | 37      | Portugal |
| Aris - Aris, Geilweilerhof Sbl. 2-19-58 |      |      | WWT         | DEU | I. C.  | (Oberlin 716) F1 × Riesling Weiss                    | 1937  |         | |
| Arjuncao |      |      | RWT         | PRT | V.Vi.  |                                                      |       | 1       | Portugal |
| Arneis - Barolo Bianco, Bianchetta |      |      | WWT         | ITA | V.Vi.  |                                                      |       | 1179    | Italien, Australien |
| Arnsburger - Geisenheim 22-74 |      |      | WWT         | DEU | V.Vi.  | Müller-Thurgau × Chasselas Blanc                     | 1939  | 29      | Deutschland, Portugal, Neuseeland |
| Aromat de Iasi |      |      | WWT         | ROU |        | Gelber Muskateller                                   |       | 66      | Rumänien |
| Aron - Sophie - Bornemissza Gergely 13 - Eger 13 |      |      | TT          | HUN | I. C.  | Villard Blanc x Perlette                             | 1981  |         | |
| Arriloba |      |      | WWT         | FRA | V.Vi.  | Raffiat de Moncade × Sauvignon Blanc                 | 1954  | 54      | Frankreich, Brasilien, Uruguay |
| Arrouya |      |      | RWT         | FRA | V.Vi.  |                                                      |       |         | Frankreich |
| Arrufiat - Arafiat, Arrefiac, Arrefiat |      |      | WWT         | FRA | V.Vi.  |                                                      |       | 9       | Frankreich |
| Arvesiniadu - Alvu Signadu, Argu Ingiannau |      |      | WWT, TT     | ITA | V.Vi.  |                                                      |       | 13      | Italien |
| Arvine Petite - Arvine, Petite Arvine |      |      | WWT         | CHE | V.Vi.  |                                                      |       | 192     | Schweiz, Italien |
| Aspiran Bouschet |      |      | RWT         | FRA | V.Vi.  | Aspiran Noir × Teinturier                            | 1865  | 4088    | Argentinien |
| Asprinio Bianco - Asprinio, Asprinia di Aversa |      |      | WWT, TT     | ITA | k. A.  |                                                      |       |         | |
| Asprouda - Asproudi |      |      | WWT         | GRC | V.Vi.  |                                                      |       | 120     | Griechenland |
| Assaraky |      |      | WWT         |     |        |                                                      |       | 0       | Portugal |
| Assario Branco - Assario Blanc Femelle |      |      | TT          | PRT | V.Vi.  | Heben × Muscat Of Alexandria                         |       |         | |
| Assyrtiko - Asirtiko |      |      | WWT         | GRC | V.Vi.  |                                                      |       | 1770    | Griechenland |
| Astra - Asirtiko |      |      | WWT         | ROU |        | Feteasca Regala × Pinot Gris                         |       |         | Rumänien |
| Athiri - Athiri Aspro |      |      | WWT, TT     | GRC | V.Vi.  |                                                      |       | 577     | Griechenland |
| Aubin Blanc - Aubin |      |      | WWT         | FRA | V.Vi.  | Heunisch Weiss × Savagnin = Traminer                 |       | 537     | Frankreich |
| Aubin Vert - Aubin |      |      | WWT         | FRA | V.Vi.  | Pinot × Heunisch Weiss                               |       |         | |
| Aubun |      |      | RWT         | FRA | V.Vi.  |                                                      |       | 537     | Frankreich |
| Aurelius |      |      | WWT         | CZE | V.Vi.  | Neuburger × Riesling Weiss                           | 1953  |         | Tschechien, Slowakei |
| Aurore - Aurora |      |      | WWT         | FRA | I. C.  | Seibel 788 × Seibel 29                               |       | 255     | USA |
| Auxerrois |      |      | WWT         | FRA | V.Vi.  | Heunisch Weiss × Pinot                               |       | 2853    | Deutschland, Vereinigtes Königreich, Frankreich, Kanada, Luxemburg |
| Avana |      |      | RWT, TT     | ITA | V.Vi.  |                                                      |       | 18      | Italien |
| Avarengo |      |      | RWT, TT     | ITA | V.Vi.  |                                                      |       | 153     | Italien |
| Avesso |      |      | WWT         | PRT | V.Vi.  |                                                      |       | 699     | Portugal |
| Azal Branco - Azal |      |      | WWT         | PRT | V.Vi.  |                                                      |       | 1443    | Portugal |